# Alfamén
Alfamén ist ein spanischer Ort und eine Gemeinde (municipio) mit 1.494 Einwohnern (Stand: 2024) im Süden der Provinz Saragossa in der Autonomen Gemeinschaft Aragonien. Die Gemeinde gehört zur bevölkerungsarmen Serranía Celtibérica.

## Lage und Klima
Alfamén liegt ca. 30 km (Fahrtstrecke) südwestlich der Provinzhauptstadt Saragossa in einer Höhe von ca. 375 m. Das Klima ist gemäßigt bis warm; Regen (ca. 395 mm/Jahr) fällt übers Jahr verteilt.

## Bevölkerungsentwicklung
| Jahr      | 1970 | 1981 | 1991 | 2001 | 2011 | 2021 |
| Einwohner | 1315 | 1283 | 1299 | 1378 | 1577 | 1446 |

## Sehenswürdigkeiten
- Kirche der Unbefleckten Empfängnis (Iglesia de la Inmaculada)
- Rathaus

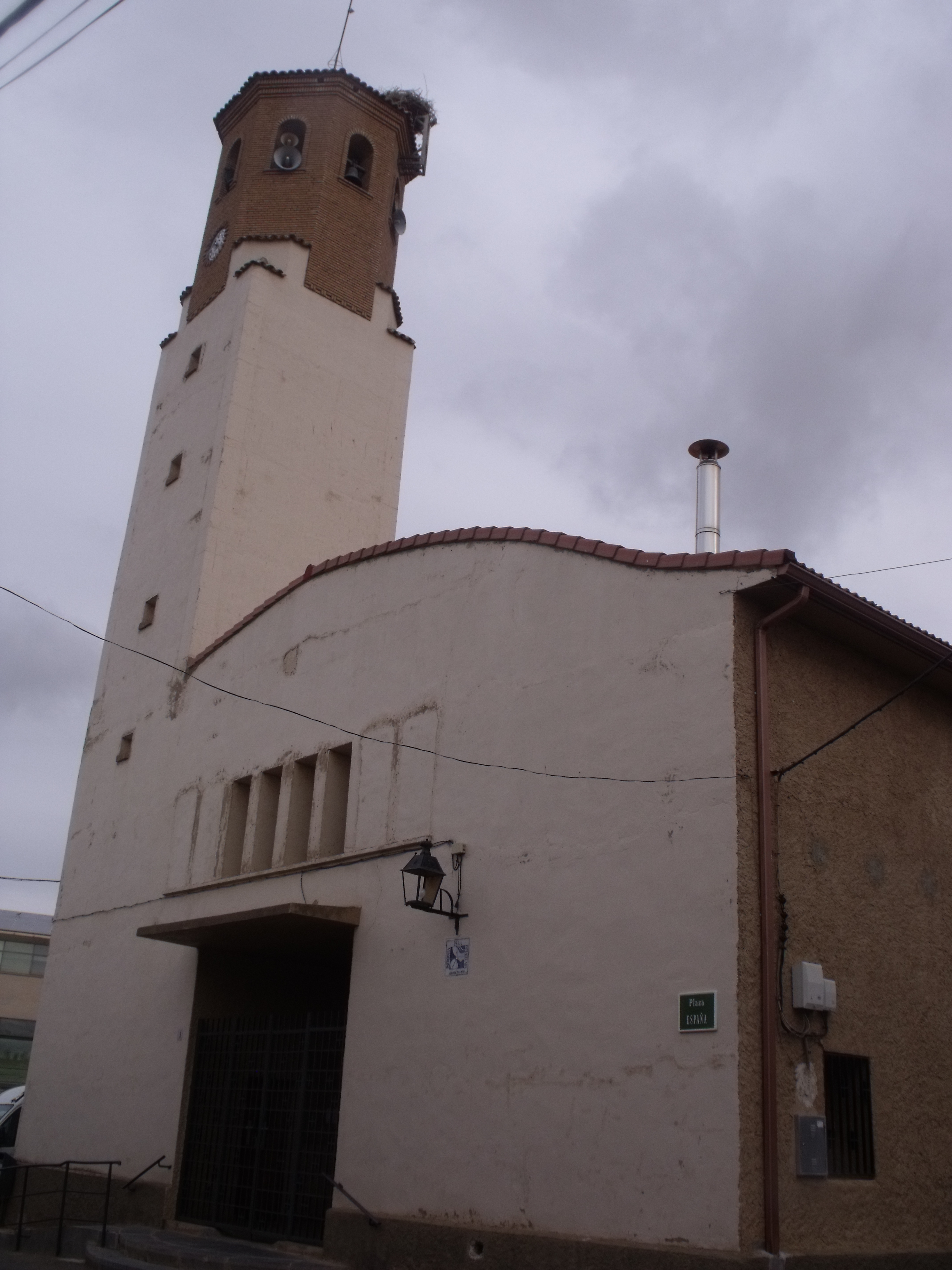
Kirche der Unbefleckten Empfängnis
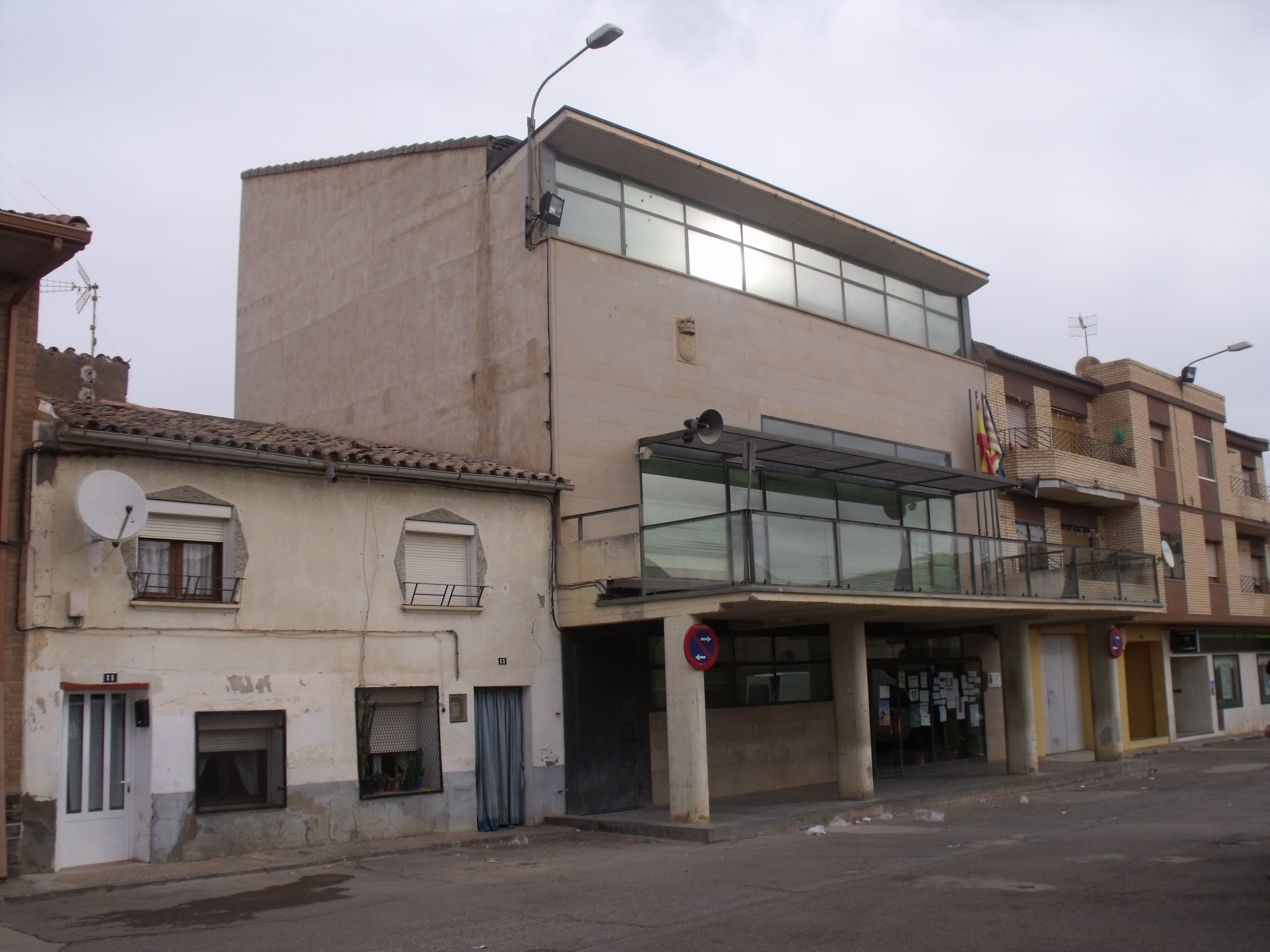
Rathaus

## Persönlichkeiten
- Jesús García Burillo (* 1942), Bischof von Ávila (2003–2018)
- Manuel Pérez Martínez (1943–1998), Guerillero in Kolumbien
- Mateo Valero (* 1952), Computeringenieur